# イスラエルの歴史
イスラエルの歴史（イスラエルのれきし）では中世から近代までのイスラエルの地における、主にユダヤ教徒の歴史年表を示す。古代イスラエルの歴史は「古代イスラエル」を参照。

## 古代
- ヒレル
- シャンマイ
- フラウィウス・ヨセフス
- ユダ・ハ＝ナシ
- シモン・バル＝ヨハイ

## 悲劇的敗北と離散の後
- 135年 - ローマが反乱を鎮圧し、イスラエルの地を「パレスチナ」と改称、エルサレムをアエリア・カピトリーナと改称
- 2世紀頃 - ゴラン高原のメイローンにユダヤ人が住み始める
- シモン・ベン・ラキシュ (3世紀)
- 6世紀 - マダバの教会から発見されたモザイク・「マダバ地図」（ローマ時代のエルサレム市街を描いた現存する世界最古の地図）
- 900年頃 - イスラエルの地において、母音符号完成
- 11世紀～20世紀 - ガザのユダヤ教徒社会が繁栄
- 1099年 - ユダヤ教徒、エルサレムの防衛に、アラブ人と共に参加
- 1100年 - ユダヤ教徒、十字軍の進攻に対しハイファの防衛に参加
- 1191年 - ユダヤ教徒、十字軍によって追放される
- 1204年 - マイモニデス逝去。ティベリアに埋葬（一時イスラエルの地に居住したとも言われる）
- 1211年 - 数名のラビがフランス・イギリスからエルサレムに帰還
- 1267年 - ラムバン（ナフマニデス）がエルサレムに定住し、シナゴーグを建設
  - 以降500年間ユダヤ教徒の学問の中心地として栄える(1194-1270) - ラビ・哲学者・聖書注解・カバラ研究
- 1291年 - マムルーク朝が十字軍を倒しイスラエルの地を支配
- 13世紀 - エルサレムのユダヤ教徒地区に、トーラー学者・学生が住み始める

## 近世
- ヨセフ・カロ Joseph ben Ephraim Qaro(Caro, Karo) (1488-1575) - 哲学者・タルムード学者
- 1492年 - スペインからイスラエルの地に帰還
- 1495年 - リトアニアからイスラエルの地に帰還
- 1497年 - ポルトガル、シチリア、サルデーニャからイスラエルの地に帰還
- 1502年 - ロドス島からイスラエルの地に帰還
- イツハク・ルリア Yitzchaq Luria (?-1572)
- 1516年 - オスマン帝国がシリア・イスラエル地方を征服
- モーセ・コルドベロ Moses ben Jacob Cordovero (1522-1570)
- 1541年 - ナポリからイスラエルの地に帰還
- 1563年 - サフェドにヘブライ語印刷所が設置される
- 1564年 - 「シュルハン・アルーフ」出版
- 16世紀 - エルサレムに「四つのシナゴーグ」設立
- （1643-1680） ガザのナタン Nathan of Gazza
- 1665年 - シャブタイ・ツヴィ、メシアを名乗る
- 1700年 - イェフダー・ハシッドら、エルサレムにフルヴァ・シナゴーグ設立（1720年破壊）
- 1777年 - ロシアの300人のハシディズムのユダヤ人がイスラエルの地に帰還

## 近代以降
シオニズム運動が盛んになったとされる近代・現代史年表を示す。
- 1798年-1878年 - セルビアのセファルディム系ラビ・イェフダー・アルカライ、聖地での贖罪の前提としての帰還を唱える
- 1799年 - ナポレオン、西アジア・北アフリカのユダヤ教徒全員に、エルサレム奪還を奨励する宣言を発布。エルサレムのユダヤ教徒、トルコ軍に参加しナポレオンの攻撃から守る
- 1808年 - ヴィルナのガオンの16人の弟子がサフェドに農業定住地を創設
- 1827年-1828年 - モーゼス・モンテフィオーレ（Moses Montefiore）、聖地を旅行、エルサレムに巡礼し、エジプトのスルタン・ムハンマド・アリー・パシャと交友関係を結ぶ
- 1840年 - モンテフィオーレ、ムハンマド・アリーとの関係を利用して、「儀式にキリスト教徒の血を使った」という、デマで訴えられて拘束されていたダマスカスのユダヤ教徒数名を解放、身の安全を保障させる
- 1856年 - ルートヴィヒ・フォン・フランクル、聖地巡礼。エルサレム・ユダヤ人学校（Lämel Schule）設立 / フランクルがライプツィヒで「エルサレムへ（ Nach Jerusalem）」を出版
- 1860年 - エルサレム城壁外に、ミシュケノット・シャアナニームが建設される
- 1862年 - ツヴィ・カリシャーの「シオンを求めて」、モーゼス・ヘスの「ローマとエルサレム」が出版される
- 1868年 - バハーウッラー、アッコ（アクレ）に流される
- 1872年 - ハインリヒ・グレーツが聖地を巡礼
- 1881年 - エリエゼル・ベン・イェフダー、イスラエルの地に帰還、ヘブライ語復興・普及運動開始
- 1882年 - 第一次アリーヤー - ロシア・東ヨーロッパからの大規模な帰還
- 1887年 - ロスチャイルド家、イスラエルの地の農業コロニーを買収
- 1890年 - フランスの聖書学者・司祭マリー・ラグランジュ Albert-Marie-Joseph(Henri) Lagrange、エルサレムの聖ステファノ・ドミニコ会修道院の敷地に聖書学院（Ecole Pratique d'Etudes Bibliques）を創設
- 1896年 - ロスチャイルド家の援助のもとユダヤ人開拓村誕生
- 1897年 - 第1回シオニスト会議。世界シオニスト機構が設置される。ハティクバがシオニズム讃歌となる
- 1898年 - テオドール・ヘルツル、聖地巡礼

## 20世紀前半
- 1900年代 - ハシディズムの一派サトマール派運動が起こる（シオニズムに反対する、というのはデマ）
- 1901年 - 第5回シオニスト会議:シオニズムとは国家か、文化か、宗教復興優先か、鋭い対立ののち、ヘブライ大学の創設を可決
- 1902年 - ヘブライ語を話す家庭は僅かに10軒
- 1904年 - 1914年 - 第二次アリーヤー（ロシア・ポーランドからの大規模な移民）
- 1909年 - 最初のキブツ・デガニアが建設される。シュムエル・アグノン入植。ルーマニアからの移民がテルアビブ建設
- 1912年 - ヘンリエッタ・ソールド Henretta Szold、アメリカにハダサー Hadassah 設立
- 1915年 フサイン＝マクマホン協定
- 1917年11月2日 - バルフォア宣言
- 1917年12月 - 英国軍、オスマン軍を破りエルサレム入城
- 1918年 - ハイム・ワイツマンとアミール・ファイサル・フサイニーの会談
- 1919年 - 1923年 - 第3次アリーヤー：主としてロシアからの大規模な移民
  - 1月3日 - ファイサル・ヴァイツマン合意（協定） Faisal-Weizmann Agreement
- 1920年2月8日 - ウィンストン・チャーチル、"Illustrated Sunday Herald"紙でユダヤ人国家支持を表明
  - ヒスタドルート（ユダヤ労働総同盟）、ハガナーが創設される
  - アラブ人過激派、反シオニズム暴動開始
  - ワド・レウミ（民族評議会）を設置し、ユダヤ人共同体の自治運営を行う
  - 農村・テル・ハイの虐殺；ヨセフ・トルンペルドール死亡
  - ユダヤ人シオニストであるサー・ハーバート・サミュエル Herbert Samuel が委任統治領の高等弁務官に任命
  - アラビア語・ヘブライ語・英語を公用語に制定
- 1921年 - 最初のモシャブ、ナハラルが建設される
  - 11月28日 - アブドゥルバハー、ハイファーで亡くなる
- 1922年 - イギリス委任統治領パレスチナ成立。イギリス、国際連盟によりパレスチナの委任統治権を認められ、パレスチナへのユダヤ人移民と開拓の助成の責任を課せられる。
  - イギリス、委任統治領を分割し、ヨルダン川以東に「トランスヨルダン」を設立
  - ユダヤ機関が創設される（委任統治政府への窓口）
  - アハド・ハアム入植
  - ユリウス・グットマン Julius Guttmann（ラビ・宗教哲学史家）「ユダヤ教史との関連でのパレスチナの再建」
- 1923年 - イギリス、ゴラン高原をシリアのフランス委任統治領として割譲。ゲルショム・ショーレム帰還
- 1924年 - ユダヤ学研究所設立（ゲルショム・ショーレムら）
  - テクニオン工科大学創設
  - ハイム・ナフマン・ビアリク入植
- 1924年 - 1932年 - 第4次アリーヤー：主としてポーランドからの大規模な移民
- 1925年 - ユダヤ・アラブ・ワーキンググループ「平和の契約 brīth šālôm」設立（ゲルショム・ショーレム、ユダ・マグネス、フーゴ・ベルクマン、エルンスト・ジーモン、ダヴィド・ベン＝グリオンら参与）
  - 4月1日 - ヘブライ大学開校式
  - ヨーゼフ・クラウスナー移民
- 1929年 - ユダヤ教の聖地ツファットで、アラブ人の襲撃により133名のユダヤ教徒が虐殺される。
  - ヘブロン事件:ユダヤ教の聖地ヘブロンで60名のユダヤ教徒（主にヨーロッパ人）が虐殺され、3000年の歴史を持つヘブロンのユダヤ人コミュニティーが滅亡
- 1931年 - 第17回シオニスト会議:ダヴィド・ベン＝グリオン、二つ以上の民族が、どちらが支配権を得るのでもない二民族共存国家構想を支持
  - ユダヤ人の武装闘争組織・ハガナーB（後のエツェル）が創設される
  - ポーランド・モスクワ出身のヘブライ語劇団ハビマーがテル・アビブに落ち着く劇場

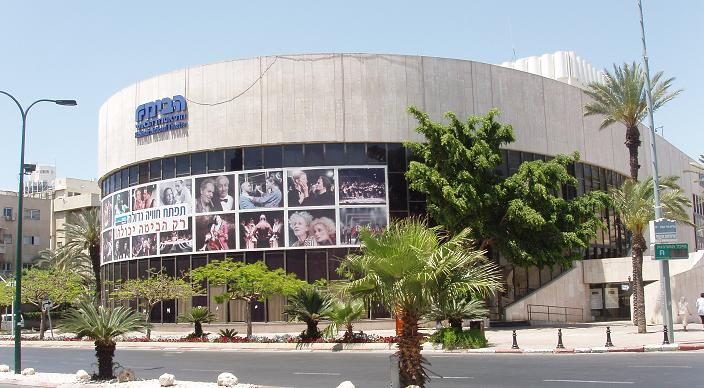
劇場

- 1933年 - ファイサル・フサイニー逝去
  - ハダサー、パレスチナで活動開始
- 1933年 - 1939年 - 第5次アリーヤー：主としてドイツからの大規模な移民
- 1934年 - ダニエル・カーネマン生まれる
  - シモン・ペレス、ユリウス・グットマン移民
- 1935年 - イツハク・シャミル移民
- 1936年 - 1939年 - アラブ大反乱
- 1937年 - 英国政府のピール委員会、ユダヤ人地区とアラブ人地区の分割を提案するが、アラブ側が拒否
- 1938年 - マルティーン・ブーバー移民
  - 11月26日 - マハトマ・ガンディー、インドの「ハリジャン」紙に「パレスチナは「アラブ人の土地」であり、ユダヤ人は無抵抗主義でアラブの理解を勝ち取るべき」という趣旨の論文を発表
- 1939年 - ソ連政府により、第二次世界大戦のユダヤ人難民のユダヤ自治区への流入が禁止される
  - マックス・ブロート移民
  - マルティン・ブーバー、「アラブ・ユダヤ和解協力連盟」設立（のちに「イフード運動」が分立）
  - 4月 - マルティン・ブーバーとユダ・マグネス、雑誌「ハオール」にて連名でガンジーの論文に抗議
  - イギリス、マクドナルド白書を出し、ユダヤ人入植を制限させる
- 1941年 - エツェルから分離し、地下抵抗組織「レヒ」誕生。ハガナーの突撃隊「パルマッハ」が創設される
- 1944年 - イフード、雑誌発行開始。イギリス軍内にユダヤ旅団編成。
- 1946年 - パレスチナにはアラブ人が130万人、ユダヤ人が70万人住んでいた
  - 「アラブ・ユダヤ民族国家（cf.イフード運動）」建国を提唱していたパレスチナ人のシオニズム支持団体「新しいパレスチナ」代表、ファウズィー・ダルウィーシュ・フサイニーが身内から暗殺される
  - 5月25日 - トランスヨルダン、独立宣言
  - アラブ連盟結成
  - 7月7日 - エルサレムで、キング・デイヴィド・ホテル爆破事件（英国へのテロ）
- 1947年
  - 11月29日 - 国際連合によるパレスチナ分割決議

## 20世紀後半（イスラエル独立以降）
- 1948年2月23日 - エルサレムで、アラブ人テロリストの爆弾テロにより、55名のユダヤ人が虐殺される
  - 3月4日 - アタロトで、アラブ人が16人のユダヤ人を待ち伏せ攻撃し、虐殺
  - 4月8日 - デイル・ヤシーン村にて、ユダヤ人テロ組織によるアラブ人村民の大量虐殺事件発生（デイル・ヤシーン事件）。アラブ人のイスラエル領からの大量脱出始まる。
  - 4月13日 - シェイフヤラ・ハダサー医療従事者虐殺事件（en）:デイル・ヤシーン事件の報復と称するアラブ人テロリストによる護送車襲撃事件。ハダサーの医師・看護婦・ヘブライ大学教授・職員70人以上が虐殺される。
  - 5月12日 - クファール・エツィオンで、アラブ軍が100人のユダヤ人を虐殺（15人は降伏後に処刑）
  - 5月14日 - イスラエル国として独立宣言
  - 5月15日 - アラブ5カ国の正規軍、イスラエルに侵攻
  - 第一次中東戦争（ - 49年7月）。国際統治案もあったエルサレムの西半分がイスラエル領となる。 1952年まで、ヨーロッパ・アラブ諸国からの大規模なユダヤ人の移民があった。 イスラエル国防軍が編成される
  - 9月 - テロ組織シュテルンのテロリスト、国連調停官ベルナドッテ伯を暗殺
  - アヴィグドル・ダガン移民
- 1949年
  - 6月 - トランスヨルダン、ヨルダン・ハーシム王国に改名。
  - 7月 - エジプト・ヨルダン・シリア・レバノンと休戦協定（イラクは拒否）
  - イスラエル、人口過密となったガザ地区併合を申し出るが、エジプトが却下
  - 8月 - ガザ地区のパレスチナ「難民」10万人の帰還を提案するがアラブ連盟が却下
  - その後イスラエルはアラブ人「難民」の放棄した土地の買収を国連に持ち込むが、否決
  - イスラエルで第一回総選挙
  - イスラエル、国連に59番目の加盟者として加盟
  - エフライム・キション移民
- 1950年 - 帰還法制定
  - 4月24日 - ヨルダン、エルサレムを含むヨルダン川西岸地区を併合という形にする
- 1951年 - モシェ・カツァブ移民
- 1952年 - ダニエル・バレンボイム移民
- 1956年 - 第二次中東戦争（シナイ作戦）。エジプトのナセル大統領のスエズ運河国有化宣言に対応して、英・仏・イスラエル連合軍がスエズ運河に侵攻。米・ソの仲介により三国は撤退
- 1959年 - 神学・セム語学者、ユダヤ教研究者の小辻節三がエルサレムにおいて改宗（遺体はエルサレム）
- 1961年 - 第一回イスラエル音楽祭
- 1962年 - アドルフ・アイヒマン死刑
- 1964年 - ナショナル・ウォーターキャリア計画（全国水道網）が完成する。砂漠地への配水が行われるようになる
  - 「パレスチナ解放機構（PLO）」設立
- 1967年6月5日-6月10日 - 第三次中東戦争（六日間戦争）。エジプトのナセル大統領による紅海のティラン海峡の封鎖が引き金となり、イスラエルが「先制攻撃」を実施。エジプトのシナイ半島を、同戦争に参戦したシリアのゴラン高原を占領下におき、エジプトの統治下にあったガザ地区、ヨルダンの統治下にあった東エルサレム・ヨルダン川西岸地区を主権下におく（エルサレム再統一）。六日間でイスラエルの圧倒的勝利に終わる。国境線が画定するまで、停戦ラインを維持することを発表
- 1968年-1970年 - 消耗戦争。スエズ運河を挟んだエジプトとの砲撃戦が2年間継続、同運河の運行に支障をきたす。70年に停戦となる
- 1969年 - ミッシャ・マイスキーの姉がイスラエルに亡命し、マイスキーの一家はソビエト当局の監視下に置かれ、のち投獄される
- 1972年5月30日 - テルアビブ空港事件；「パレスチナ解放運動」に共鳴した（「新左翼武装組織」）日本赤軍のメンバー三人が、テルアビブのロッド空港において、AK47自動小銃・手榴弾で一般旅行者らの無差別虐殺を図り、100人あまりが死傷（殺害は24人）。
  - 9月5日 - ミュンヘンオリンピック事件； ミュンヘンオリンピック開催中、パレスチナ・テロリストが選手村のイスラエル選手宿舎を襲撃。レスリング・コーチとウエイトリフティングの選手を殺害、9人を人質にする。救出作戦は失敗し、パレスチナ人は選手9人全員を殺害、銃撃戦の末ゲリラ5人・警官1人が死亡
- 1973年 - 第四次中東戦争（ヨム・キプール戦争、十月戦争）。エジプトのサダト大統領がシナイ半島奪還を目的としてユダヤ教の祝日「大贖罪の日(ヨム・キプール)」にイスラエル軍に攻撃を開始。地対空ミサイルと対戦車ミサイルにより陸・空軍に甚大な損害を蒙り、イスラエル軍の不敗神話が崩壊する。その後アリエル・シャロン将軍が現役復帰、スエズ渡河作戦を実行。形勢は逆転し、17日で停戦に至る
  - 7月20日 - ドバイ事件；日本赤軍のメンバー1人と4人のパレスチナ・ゲリラがパリ発東京行きの日航機を、アムステルダム空港離陸後にハイジャック、ドバイ空港、ダマスカス空港などを経、リビアのベンガジ空港に着陸させ、人質141人を解放後、機体を爆破して投降
- 1974年 - PLOを「パレスチナ人」の唯一の代表機関とする決議がアラブ連盟首脳会議で決定
  - その後、アラブの圧力により、国連はPLOを「準政府組織」として認定
  - ゴラン高原の停戦監視として国際連合兵力引き離し監視隊(the United Nations Disengagement Observer Force, UNDOF)設立。
- 1975年 - イスラエルがECの准加盟国となる
  - 11月10日 - 国連に、アラブ側が、「シオニズムは人種差別主義である」という国連決議案を提出
- 1976年 - エンテベ人質救出作戦（オペレーション・ヨナタン）。一部のパレスチナ過激派がエールフランス機をハイジャック、ユダヤ人またはイスラエル人以外を解放し、ウガンダのエンテベ空港に着陸。同国のイディ・アミン大統領の庇護のもと膠着状態が続くが、イスラエルのラビン首相は特殊部隊を派遣し、人質奪回とハイジャッカーの全員射殺に成功。
  - ルドルフ・バルシャイ帰還
- 1977年 - 第９回イスラエル国会選挙で、野党であり続けた右派政党のリクードが初めて勝利し、左派政党の労働党は初めて選挙で敗北して下野した。
- 1977年 - サダト大統領のエルサレム訪問。これまで仇敵であったエジプトのサダト大統領がエルサレム訪問を宣言し、クネセット(イスラエル国会議事堂)で演説を行う。二年後の平和条約締結の第一歩となる
  - リクード政権が成立。30年あまりの労働党政権が終わる
- 1978年 - ピース・ナウが結成された。
- 1978年 - キャンプ・デービッド合意成立。キャンプ・デービッド合意 左からベギン、カーター、サダト

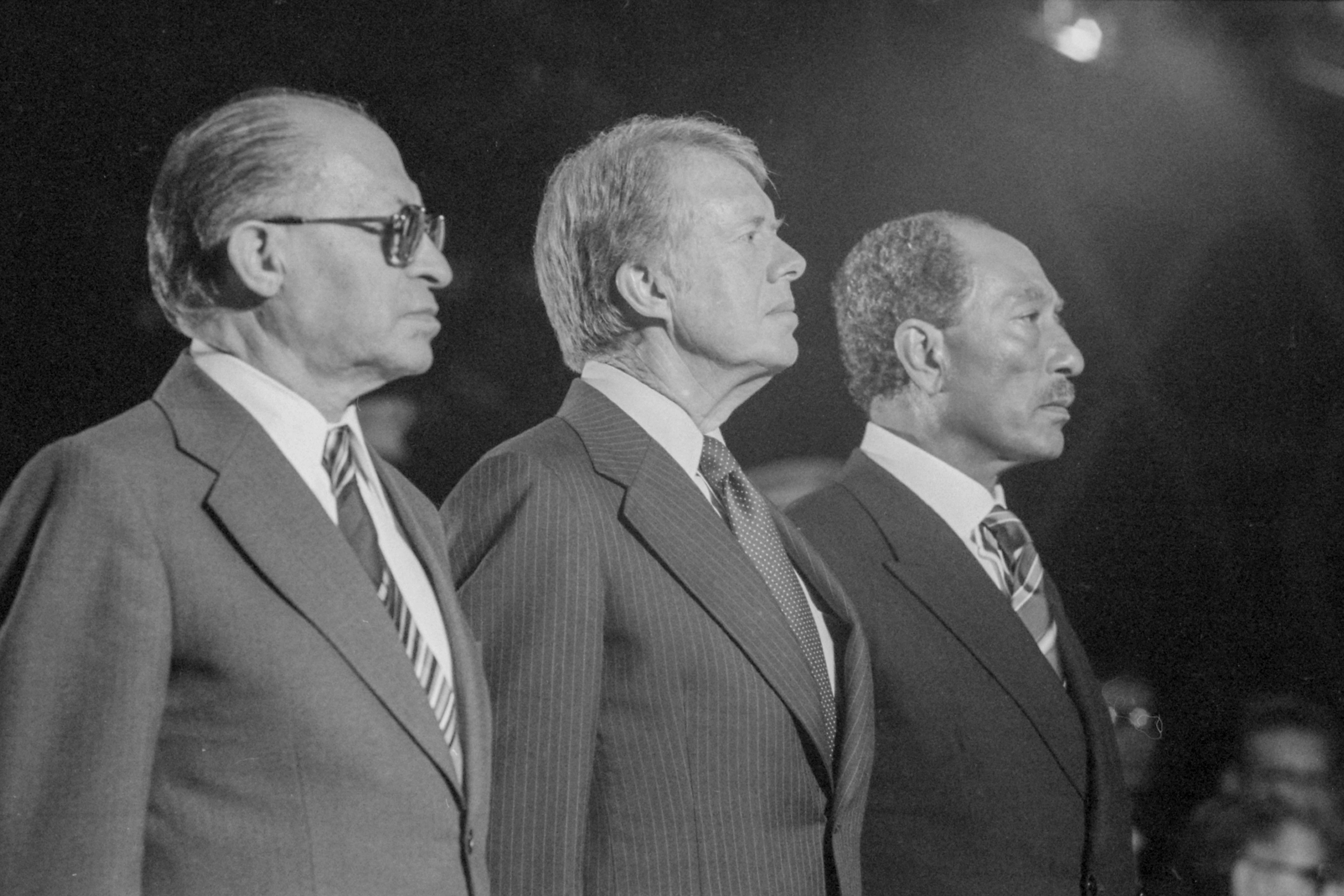
キャンプ・デービッド合意 左からベギン、カーター、サダト

- 1979年 - イスラエル・エジプト平和条約締結。イスラエルが占領していたシナイ半島の返還に合意し、米国のカーター大統領の仲介のもと、キャンプ・デーヴィッドにてエジプトのサダト大統領とイスラエルのベギン首相が調印。イスラエルにとって初のアラブの隣国との平和条約となる
  - エジプト、ガザ地区の領有権を放棄
  - ピアニスト・ウラディーミル・フェルツマン、イスラエルへの移住を希望し、ソ連政府から演奏家としての自由を奪われる（→コスモポリタニズム批判）
- 1980年 - 西岸・ガザ地区での、イスラエル入植地建設が本格化する。
  - 統一エルサレムをイスラエルの不可分かつ永遠の首都とするエルサレム基本法が制定される。
- 1981年 - イラクの原子炉爆撃。
  - アメリカ合衆国と戦略協力の覚書を交換する
- 1982年 - ピース・ナウの活動家でありヘブライ大学の大学院生であったエミール・グルンツヴァイグが、ピース・ナウを嫌悪する右派のユダヤ系イスラエル人に殺害された。
- 1982年 - イスラエル、シナイ半島からの撤退を完了
- 1982年 - レバノン侵攻（ガリラヤの平和作戦、第一次レバノン戦争）。
- 1984年 - 挙国一致内閣が成立する
- 1985年 - 木の脚作戦（チュニジアの首都チュニスのPLO本部への空爆作戦）
- 1986年2月 - ナタン・シャランスキー移民
- 1987年12月 - ガザ、西岸で第1次インティファーダ（パレスチナの反イスラエル暴動作戦）開始
- 1988年 - 人工衛星・オフェク1に打ち上げ成功
  - 7月 インティファーダによって体制に危険が及ぶことを恐れたヨルダンのフセイン国王、ヨルダン川西岸の切り離しを宣言
- 1989年 - イスラエル、四項目和平を提案する
  - ソ連からの大量移民（→コスモポリタニズム批判の解消）

## 湾岸戦争以降

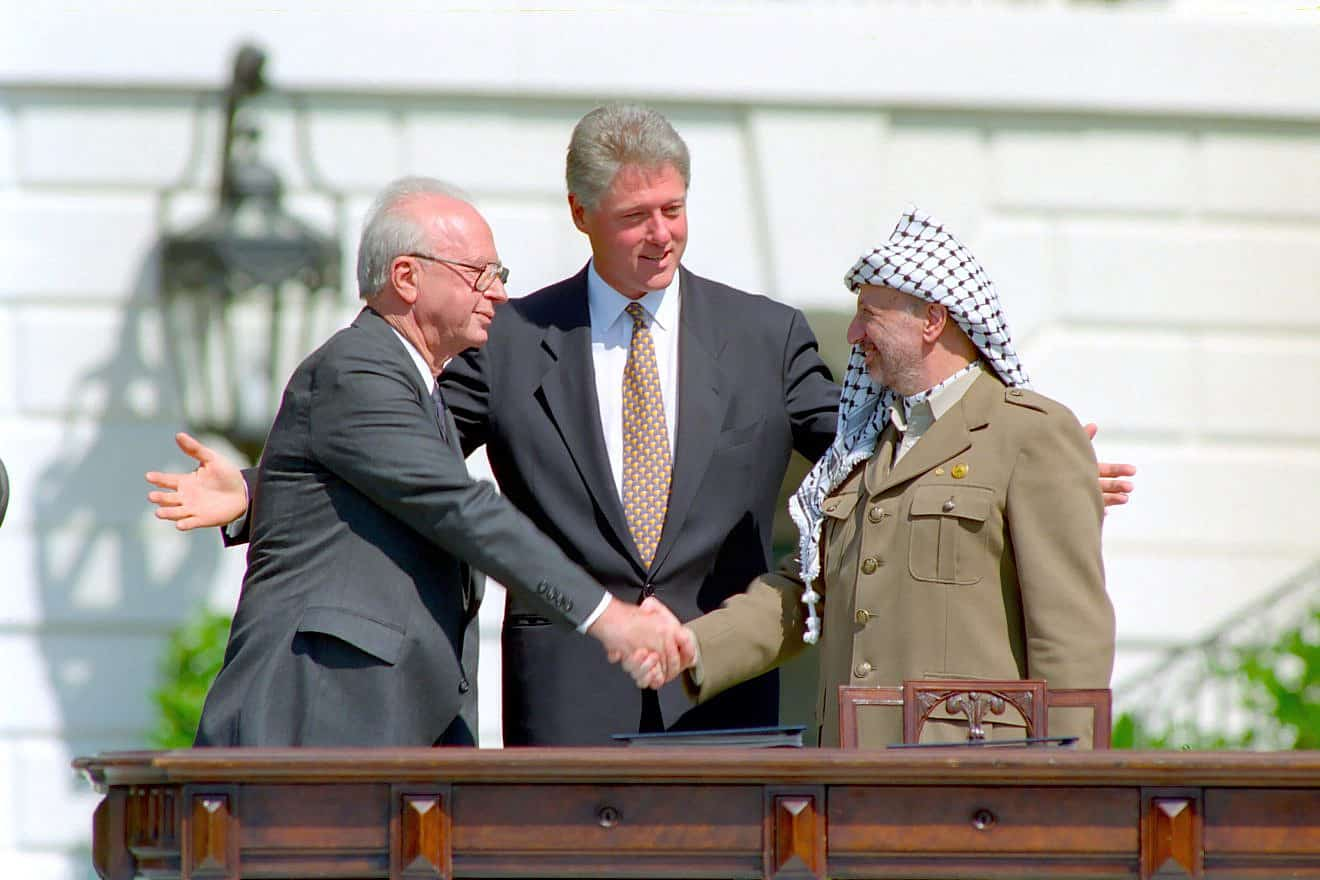
調印後に握手をするイスラエル・ラビン首相とPLOアラファト議長。中央は仲介したビル・クリントン米大統領

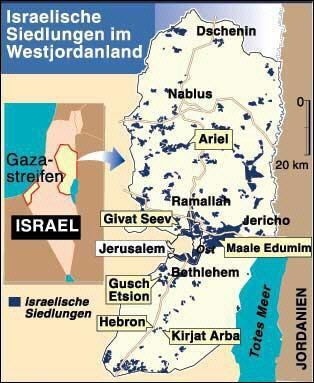
ヨルダン川西岸地区
アラブ人（イスラム教徒・キリスト教徒ほか）居住区とは入り組んでいる

- 1991年 - 第1次インティファーダが下火となる
  - 湾岸戦争が発生。リンキングを図るイラクにより、テルアビブを標的とした短距離弾道ミサイルの攻撃を受ける。
  - アメリカ・ソ連両国の支援のもとマドリッド会議開催。PLOとの顔合わせの機会となる（イスラエル、シリア、レバノン、ヨルダン・パレスチナが参加）
- 1992年 - 中国・インドとの国交樹立
  - 左派政党の労働党政権が成立し、労働党のイツハク・ラビンが首相になる。
- 1993年（9月13日調印） - イスラエルとPLO、パレスチナ人の暫定自治の原則宣言に調印（オスロ協定*）成立。PLOによるヨルダン川西岸及びガザ地区のパレスチナ人居住地の自治が始まる。基本原則宣言（DOP）ではA地区、B地区、C地区に分割、C地区のアラブ人の住まないとされた土地に入植地を建設
  - パレスチナ自治区拡大。1999年まで、5つの平和条約が結ばれ、そのたびに自治区が拡大されてきた。
- 1994年5月4日 - ガザ・エリコ地区における自治が実施される
  - ローマ教皇庁との国交が樹立される
  - 10月26日 - イスラエル・ヨルダン平和条約調印。ヨルダン、ユダヤ・サマリア地区の領有権を放棄
  - モロッコ、チュニジアがイスラエルの利益代表部を設置
  - イツハク・ラビン、シモン・ペレス、アラファト、ノーベル平和賞を受賞
- 1995年9月28日 - 西岸・ガザのパレスチナ人自治区が拡大され、456町村においてパレスチナ人自治が開始される。パレスチナ人評議会が選出される
  - 11月4日 イツハク・ラビン首相がテルアビブで右派のユダヤ系イスラエル人に射殺される、後任としてシモン・ペレス外相、首相に就任
- 1996年 - イスラエルに対する、アラブ・イスラム原理主義者（ハマス、イスラーム聖戦、ヒズボラ）のテロが激化する
  - イスラエル北部へのヒズボラのテロ攻撃に対処するため、怒りの葡萄作戦が発動される
  - 4月 PLO、式典において憲章からイスラエル破壊条項を削除（その後無効とされる）
  - オマーン、カタールにイスラエルの通商代表事務所を設置する
  - 6月 イスラエル総選挙。右派といわれるリクード政権樹立、ベンヤミン・ネタニヤフが首相に就任
  - オマーン、テルアビブに通商代表事務所を開設する
- 1997年1月17日 - ヘブロン・プロトコル、自治拡大
- 1998年10月23日 - ワイリバー覚書、自治拡大
- 1998年 ゴラン高原の入植地拡張計画を発表
- 1999年 - 労働党のエフード・バラック、首相就任
  - 9月、11月 シャルム・エルシェイク会議により自治区拡大
シャルム・エルシェイク会議では、この月から最終地位交渉に入り、一年以内で包括的協定が結ばれるという見通しが立っていた。
- 2000年
  - 1月20日 自治区拡大
  - 9月末 - アル・アクサ・インティファーダ（第二次インティファーダ）発生によりPLOとの和平交渉決裂
- 2001年 - リクード党のアリエル・シャロン、首相就任
  - 9月11日 - 同時多発テロ。パレスチナ問題とのリンキングが謀られる。
- 2002年 ダニエル・カーネマン、ノーベル経済学賞を受賞
- 2003年 -
  - 1月 - 空軍大佐イラン・ラモンが、同国初の宇宙飛行士として米スペースシャトル・コロンビアに搭乗。しかし2月1日、大気圏再突入時の空中分解事故によりクルー全員と共に死亡。
  - 4月30日 - 米国国務省が和平ロードマップを提示（）
- 2004年
  - アーロン・チカノーバー、アブラム・ハーシュコ、ノーベル賞受賞
  - PLO議長ヤーセル・アラファート、フランスで死去。後任にマフムード・アッバース就任
- 2005年 - アッバースPLO議長、パレスティナ自治政府議長に就任2005年5月現在の分離壁のルート

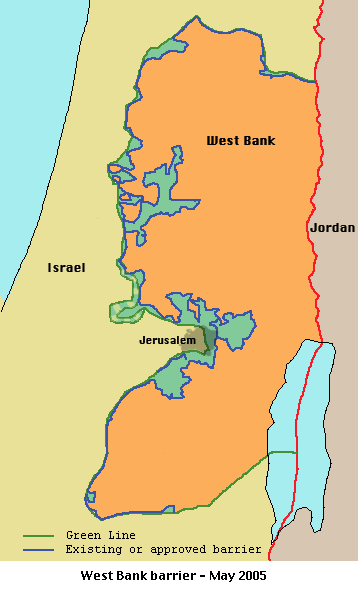
2005年5月現在の分離壁のルート

  - 2月28日 - ヨルダンでイスラエルとシリアの水面下での秘密和平交渉
  - 3月1日 - 反政府デモを受けてレバノンの親シリア政権が崩壊、ラホード大統領辞任
  - 3月17日 - ガリー・ベルティーニ逝去
  - 9月 ガザの入植地を撤退
  - 10月 イスラエル・アウマン（ロバート・オーマン）がノーベル経済学賞受賞
- 2006年
  - 1月4日 新党カディーマを結党したシャロン首相が脳出血を起こし入院。エフード・オルメルト副首相が首相代行
  - 7月 ヒズボラがイスラエル軍兵士2人を拉致、報復としてヒズボラ拠点であるレバノン南部への空爆と地上軍侵攻を開始し、第二次レバノン戦争が勃発。両軍およびイスラエル民間人やレバノン民間人を含め多数の死傷者を出す。8月14日、国連安保理決議に基づき停戦が発効される。
- 2007年
  - 9月 5日から6日に掛け、秘密裏にシリアを空襲。イスラエルは箝口令を敷いていたが、19日夜、ネタニヤフ元首相は「私は最初からこの件に関与していたし、支持した」と発言し、空襲を行ったことを認めた。
- 2008年アナポリス会議, 2008年1月

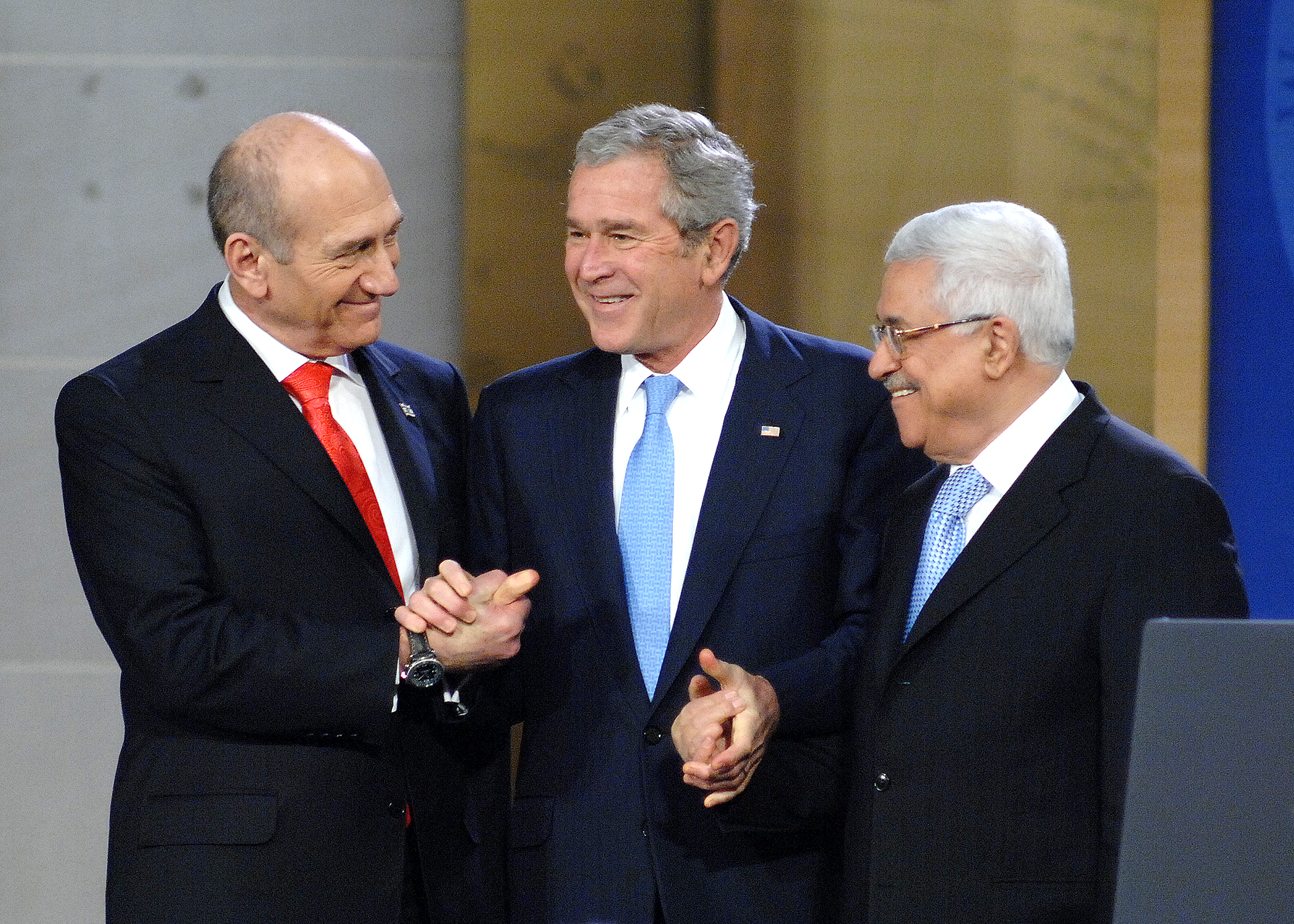
アナポリス会議, 2008年1月

  - 12月27日 イスラエル軍がガザ地区で、イスラム原理主義組織ハマースの治安施設などを標的とした大規模な空爆を実施。空爆で195人が死亡、300人が負傷したとしている。報復としてハマースはガザ地区に隣接したイスラエル南部にロケット弾を撃ち込み、イスラエル人1人が死亡した（ガザ紛争 (2008年-2009年)）
- 2009年
  - 1月3日 地上侵攻を開始（ガザ紛争 (2008年-2009年)）
- 2010年
  - 8月3日 レバノンと衝突。
- 2018年7月19日
  - イスラエル議会は、イスラエルを「ユダヤ人の国家」と定義する法案の採決を行い、これを採択した[1]。
- 2023年10月7日
  - ガザ地区を制圧するハマースがイスラエル側に越境。戦争が開始。（2023年パレスチナ・イスラエル戦争）
- 2024年
  - イスラエルはレバノンおよびシリアに侵攻した。

- 2025年
  - イスラエルはイランを軍事攻撃した。